# Event study
In economia e finanza, un event study è un metodo di analisi statistica del comportamento di una serie storica (tipicamente rendimenti dei titoli o volumi di scambio) nel periodo intorno a un dato avvenimento (o, appunto, evento). La finalità di un event study è valutare l'impatto dell'evento sulla serie economica (finanziaria) in questione, alla luce di una qualche previsione teorica.

## Storia del metodo
L'approccio standard agli event study si fa tradizionalmente risalire a un noto lavoro di Fama et al. (1969) sugli stock split. In questo lavoro, Fama et al. fissano i canoni dell'approccio moderno agli event study; in particolare:
- Lo studio del comportamento di una serie storica finanziaria intorno a un dato evento deve essere basato sulla formulazione di un modello del comportamento atteso ("normale") della serie stessa, ossia dell'andamento che si osserverebbe in assenza dell'evento stesso; l'idea di fondo è quella di depurare il comportamento della serie da effetti non attribuibili all'evento, quali ad esempio l'andamento generale del mercato, lo stato generale dell'economia, etc.
- La normalità o anormalità del comportamento della serie storica attorno all'evento in questione è valutata tramite un test statistico formale (si veda la sezione sulla metodologia).

## Metodologia

### Generalità
Un event study ha l'obiettivo di valutare se il comportamento di una data serie storica in corrispondenza di un dato evento può considerarsi anomalo in maniera statisticamente significativa. A tal fine, si definisce un modello econometrico del comportamento "normale" della serie, che dovrà fungere da riferimento per valutarne l'"anormalità" in corrispondenza dell'evento. Un esempio tipico può essere tratto dalla letteratura sul riacquisto di azioni proprie (si veda ad es. Vermaelen, 1981); i lavori condotti nell'ambito di tale linea di ricerca in genere valutano l'impatto sul valore delle azioni di un'impresa dell'annuncio da parte dell'impresa stessa di un programma di riacquisto di azioni proprie; in media si osserva un incremento di prezzo, depurato dal movimento generale del mercato, pari al 2-3% in corrispondenza di un annuncio di un programma di riacquisto di azioni condotto sul mercato aperto, e del 10% circa in corrispondenza dell'annuncio di programmi di riacquisto basati su offerte pubbliche. La metodologia di event study è incentrata su come tali movimenti dei prezzi, depurati da fattori estranei all'evento stesso (l'annuncio del riacquisto di azioni in questo esempio), debbano essere calcolati.

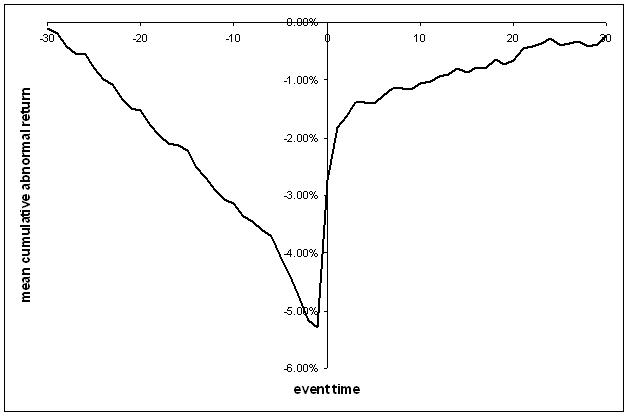
Rendimento anomalo cumulato medio intorno ad annunci di programmi di riacquisto di azioni proprie nei mercati USA nel periodo 1980—2004; il rendimento anomalo è stato calcolato sulla base di un modello di mercato.

L'obiettivo di un event study è, in altri termini, valutare l'impatto dell'informazione contenuta nell'evento sul valore dell'impresa in questione, ossia sul prezzo di mercato delle sue azioni. A tal fine, si costruisce un modello statistico dei rendimenti dei titoli; un esempio standard è il cosiddetto modello di mercato:
{\displaystyle \ R_{it}=\alpha _{i}+\beta _{i}R_{mt}+\varepsilon _{it}}
dove {\displaystyle \ R_{it}} è il rendimento (giornaliero, ad es.) delle azioni dell'impresa, {\displaystyle \ R_{mt}} è il rendimento del mercato intero (ad esempio, il rendimento di un indice di mercato quale lo Standard&Poor 500 negli USA o lo S&P-Mib in Italia) e {\displaystyle \varepsilon _{it}} è un disturbo stocastico. I parametri {\displaystyle \alpha _{i},\ \beta _{i}} possono essere stimati tramite il metodo dei minimi quadrati; il rendimento anomalo a una data t sarà:
{\displaystyle \ AR_{it}=R_{it}-{\hat {\alpha }}_{i}-{\hat {\beta }}_{i}R_{mt}}
dove {\displaystyle {\hat {\alpha }}_{i}} e {\displaystyle {\hat {\beta }}_{i}} denotano le stime dei parametri {\displaystyle \alpha } e {\displaystyle \beta }. In altre parole, il rendimento anomalo altro non è che un rendimento depurato della componente legata al rendimento generale del mercato (o, da un punto di vista econometrico, il residuo di una regressione). Al fine di valutare la significatività statistica della reazione misurata dal rendimento anomalo, si può semplicemente ripetere l'operazione sopra per numerosi annunci (corrispondenti ad altrettante imprese, {\displaystyle i=1,\ldots ,N}), e quindi costruire una statistica t di Student per il test dell'ipotesi che l'effetto sia significativamente diverso da zero (ossia il test dell'ipotesi nulla che l'effetto sia pari a zero).

### Benchmark
La letteratura propone diversi modelli (o benchmark) per la previsione di un rendimento "normale"; nel caso di event study basati su dati giornalieri, di norma il rendimento anomalo in un dato giorno non varia sensibilmente a seconda del benchmark adottato. Maggior cautela è necessaria nel caso degli event study su orizzonti più lunghi, di norma da uno a quattro anni; in questo caso diversi studi hanno registrato una notevole sensibilità dei risultati rispetto al modello di previsione dei rendimenti normali di riferimento.

#### Benchmarkper studi basati su dati giornalieri
I più comuni benchmark per event study basati su dati giornalieri sono:
- Market adjusted returns - il rendimento anomalo è calcolato come {\displaystyle \ AR_{it}=R_{it}-R_{mt}}, ossia come differenza tra il rendimento del titolo in questione e il rendimento dell'indice di mercato di riferimento.
- Market model (o modello di mercato) - {\displaystyle AR_{it}=R_{it}-{\hat {\alpha }}_{i}-{\hat {\beta }}_{i}R_{mt}} come sopra.
- Comparison period return - il rendimento anomalo è calcolato come {\displaystyle AR_{it}=R_{it}-{\bar {R}}_{i}}, dove {\displaystyle {\bar {R}}_{i}} è una media dei rendimenti del titolo preso in considerazione in un periodo nel quale non si è verificato un evento oggetto di studio.

#### Benchmarkper studi di lungo periodo
Stabilire quale sia il rendimento "normale" di un titolo nel lungo periodo (su un orizzonte da uno a quattro anni di norma) presenta notevoli difficoltà. In particolare diversi studi hanno evidenziato come il rendimento anomalo nel lungo periodo sia estremamente sensibile al benchmark utilizzato per calcolarlo, diversamente da quanto avviene nel caso di studi basati su dati giornalieri. In altre parole, si pone il problema che i risultati ottenuti tramite un event study basato su un orizzonte temporale superiore all'anno derivino da un modello "errato" del rendimento atteso piuttosto che da un reale effetto dell'evento preso in considerazione nel lungo periodo.
Allo stato attuale (2007), la teoria economica non indica quale sia il modello "corretto" per il rendimento atteso nel lungo periodo; la pratica degli studi empirici è quella di fondarsi su modelli per il rendimento atteso che abbiano un buon riscontro empirico. Il più largamente utilizzato è il modello di Fama e French (1993), un modello che spiega il rendimento atteso sulla base di tre fattori di rischio (nello spirito dell'APT):
{\displaystyle R_{it}-R_{ft}=\alpha _{i}+\beta _{i1}\left(R_{mt}-R_{ft}\right)+\beta _{i2}{\mbox{SMB}}_{t}+\beta _{i3}{\mbox{HML}}_{t}+\varepsilon _{it}}
dove {\displaystyle R_{f}} è il tasso di rendimento privo di rischio (ad esempio il tasso di rendimento di un titolo di stato a breve scadenza). I tre fattori di Fama e French includono il rendimento dell'indice di mercato, un fattore legato alla differenza di rendimento tra piccole e grandi imprese ({\displaystyle {\mbox{SMB}}}, dall'inglese small minus big, piccolo meno grande) e uno legato alla differenza di rendimento tra imprese ad alto e basso rapporto valore di libro-valore di mercato ({\displaystyle {\mbox{HML}}}, dall'inglese high minus low, alto meno basso). Non c'è alcuna ragione teorica che giustifichi questa scelta di fattori di rischio; Fama e French (1993), ad ogni modo, mostrano come il loro modello catturi una notevole percentuale della variabilità dei rendimenti da impresa a impresa, ottenendo statistiche {\displaystyle R^{2}} oltre il 70%. Se dunque non si sa perché il modello funzioni, si sa con sicurezza che funziona, e questo di norma è sufficiente al ricercatore che intende condurre un event study.
Un'estensione del modello di Fama e French (1993) è il modello di Carhart (1997), che introduce un ulteriore fattore, legato alla differenza di rendimento tra imprese che hanno avuto elevati rendimenti e imprese che hanno avuto modesti rendimenti in passato (fattore cosiddetto momentum, o {\displaystyle {\mbox{UMD}}}, dall'inglese up minus down, su meno giù).

### Metodologia generale (approcciotwo-step)
La maggioranza delle applicazioni di event study si concentra su dati giornalieri; questo è legato alle difficoltà nel misurare rendimenti anomali nel lungo periodo menzionate sopra, nonché al fatto che è lecito aspettarsi che un mercato efficiente — nella pratica, un mercato sufficientemente liquido — reagisca rapidamente all'informazione contenuta in un particolare evento, incorporandone il valore nel prezzo delle azioni in un breve arco di tempo, di solito da misurarsi in giorni. Il semplice fatto di esaminare i rendimenti anomali di lungo periodo, in altre parole, equivale ad ammettere che il mercato non sia efficiente in senso informativo, ossia che le valutazioni di mercato non incorporino rapidamente tutta l'informazione disponibile. Se questa posizione è in linea di principio perfettamente legittima (e ad esempio è un motivo ricorrente nella letteratura della finanza comportamentale), d'altra parte essa presta il fianco alla facile critica legata alla difficoltà di ottenere misure affidabili dei rendimenti anomali nel lungo periodo: in altre parole, qualunque risultato nel lungo periodo potrebbe derivare interamente da una misura poco accurata o da un modello errato per i rendimenti "normali" di lungo periodo.
La metodologia standard per condurre un event study basato su dati giornalieri procede come segue. Si definisce in primo luogo un periodo di stima, ad esempio da 280 a 30 giorni prima del giorno in cui ha luogo l'evento d'interesse (in gergo tecnico, da -280 a -30 giorni in event time); il modello di mercato (o il rendimento medio {\displaystyle {\bar {R}}_{i}} nel caso del metodo di comparison period return) viene stimato sui dati relativi al periodo di stima, ottenendo le stime dei parametri {\displaystyle {\hat {\alpha }}_{i}} e {\displaystyle {\hat {\beta }}_{i}} (o la stima {\displaystyle {\bar {R}}_{i}}) per ciascuna impresa {\displaystyle i}.
Si definisce quindi un periodo dell'evento (event period), ad esempio da -30 a +30 giorni in event time; i rendimenti anomali vengono calcolati in questo periodo, come differenza tra il rendimento effettivamente osservato sul mercato e il rendimento "normale" (previsto sulla base del modello di mercato, o il rendimento del comparison period).
La procedura sopra descritta viene ripetuta per un certo numero di eventi ({\displaystyle N}); questo consente di applicare un test statistico per valutare in maniera rigorosa la significatività degli effetti osservati, dove l'effetto per ciascun evento è valutato tramite il rendimento anomalo cumulato tra le date (in event time) {\displaystyle t} e {\displaystyle t+\tau }:
{\displaystyle CAR_{i}(t,t+\tau )=\sum _{s=0}^{\tau }AR_{i}(t+s)}
Il test più semplice è un test {\displaystyle t} di Student dell'ipotesi nulla che l'effetto osservato sia zero, basato sulla media dei rendimenti anomali cumulati tra i diversi eventi; esiste ad ogni modo una grande varietà di test statistici per event study basati su dati giornalieri. Per una rassegna dei diversi test statistici, si veda ad es. MacKinlay (1997) o Pastorello (2001).

#### Metodo dell'event parameter
Un approccio alternativo, ma fondamentalmente equivalente alla classica metodologia two-step, è noto come metodo dell'event parameter ("parametro dell'evento," in inglese). Questo approccio consiste nella stima di un modello dei rendimenti attesi:
{\displaystyle R_{it}=\alpha _{i}+\beta _{i}R_{mt}+\gamma _{i}\mathbf {1} _{it}+\varepsilon _{it}}
dove {\displaystyle \mathbf {1} _{it}} è una variabile indicatrice uguale a 1 se la data t è ricompresa nel periodo dell'evento per l'impresa i, zero altrimenti; i restanti parametri e variabili seguono la notazione usata sopra. Un'immediata applicazione dell'algebra della regressione lineare mostra come la stima del parametro {\displaystyle \ \gamma _{i}} corrisponderà al rendimento anomalo medio per il periodo dell'evento; intuitivamente, {\displaystyle {\hat {\gamma }}_{i}} corrisponde a una stima di quanto in media si deve accomodare il modello di mercato ordinario ({\displaystyle R_{it}=\alpha _{i}+\beta _{i}R_{mt}+\varepsilon _{it}}) durante il periodo dell'evento (quando la variabile indicatrice {\displaystyle \mathbf {1} _{it}} è diversa da zero) al fine di adattarlo al comportamento della serie storica dei rendimenti intorno all'evento. Il rendimento anomalo cumulato, se la finestra temporale dell'evento ricomprende T giorni, sarà dato da:
{\displaystyle CAR_{i}(0,T)=T{\hat {\gamma }}_{i}}
dove {\displaystyle {\hat {\gamma }}_{i}} denota la stima del parametro {\displaystyle \ \gamma _{i}} col metodo dei minimi quadrati. L'interpretazione dei risultati è identica al caso della metodologia two-step. Un esempio di un'applicazione del metodo dell'event parameter è dato dal lavoro di Meulbroek (1992) sui profitti di insider trading, tramite un event study intorno alle date in cui gli insider comprano e vendono azioni delle proprie imprese.

### Metodologie per la stima dei rendimenti anomali di lungo periodo
Come accennato sopra, la maggior parte degli event study si concentra su orizzonti giornalieri; questo in primo luogo per la maggior robustezza dei risultati (che non appaiono sensibili rispetto al benchmark o al particolare test statistico utilizzati per stimare i rendimenti anomali e valutarne la significatività), nonché sulla base dell'ipotesi di efficienza del mercato in senso informativo, in base alla quale tutta l'informazione contenuta in un dato evento dovrebbe essere rapidamente incorporata dal mercato nel prezzo dell'attività finanziaria oggetto di studio. A partire dai tardi anni ottanta, tuttavia, una serie di studi ha preso in considerazione i rendimenti anomali di lungo periodo, con orizzonti temporali di alcuni anni. In ragione della maggiore sensibilità delle conclusioni di questi studi rispetto al benchmark e ai test statistici di riferimento, si è rapidamente sviluppata un'intera letteratura dedicata allo sviluppo di metodologie per gli event study di lungo periodo.

#### Metodocalendar time
Jaffe (1974) propone probabilmente la prima applicazione del metodo calendar time, successivamente ripreso e sostenuto da Fama (1998) e Mitchell e Stafford (2000). Un'argomentazione per cui questo metodo sarebbe preferibile rispetto a una metodologia standard two-step mutuata dagli event study con orizzonti giornalieri è presentata da Fama (1998, p.293): si supponga che il modello per i rendimenti attesi sia errato, e in particolare che produca un rendimento anomalo spurio di x% per ogni mese successivo all'evento; tale errore si propaga ai rendimenti anomali cumulati (CAR) crescendo in proporzione a T, l'orizzonte temporale considerato, così che per un orizzonte di T mesi la componente spuria del rendimento anomalo sarà {\displaystyle T\times x\%}. In base al teorema del limite centrale si osserva che la stima dell'errore standard del rendimento anomalo cresce proporzionalmente a {\displaystyle {\sqrt {T}}}; ma la statistica test t, tramite la quale si valuta la significatività del rendimento anomalo stimato, è proporzionale al rapporto tra il CAR e la stima dell'errore standard, e dunque crescerà proporzionalmente a {\displaystyle {\sqrt {T}}}; ne consegue che si può sempre ottenere un rendimento anomalo statisticamente significativo: è semplicemente necessario scegliere un orizzonte temporale sufficientemente esteso (T sufficientemente grande). La metodologia proposta da Jaffe (1974), Fama (1998) e Mitchell e Stafford (2000) ovvia a questo inconveniente concentrandosi sul rendimento anomalo medio.
Il metodo calendar time può essere illustrato come segue. Si supponga di voler calcolare il rendimento anomalo su un orizzonte di un anno (dodici mesi) successivamente all'evento in questione, con un campione di eventi che hanno avuto luogo tra il 1990 e il 2000. Per ogni mese del campione, a partire da gennaio 1990 fino a dicembre 2001 (in tempo reale dunque, non in event time; da questo discende il nome di quest'approccio), si costruisce un portafoglio di tutte le imprese che hanno avuto un evento nei 12 mesi precedenti, e si calcola il rendimento di tale portafoglio; si denoti tale rendimento tramite {\displaystyle R_{pt}}. Ogni mese, la composizione del portafoglio cambia; ottenuta una serie storica di rendimenti del portafoglio per l'intera estensione del periodo di osservazione, si stima un modello di rendimenti attesi, ad es. il modello a tre fattori di Fama e French (1993):
{\displaystyle R_{pt}-R_{ft}=\alpha +\beta _{1}(R_{mt}-R_{ft})+\beta _{2}{\mbox{SMB}}_{t}+\beta _{3}{\mbox{HML}}_{t}+\varepsilon _{t}}
La stima del rendimento anomalo medio mensile, per tutta la durata del periodo di osservazione, è data dalla stima del coefficiente {\displaystyle \alpha } del modello dei rendimenti attesi — l'idea è che i tre fattori dovrebbero spiegare interamente il rendimento del portafoglio; qualsiasi componente non spiegata dai tre fattori è imputata all'effetto dell'evento, e incorporata nella stima dell'intercetta del modello, {\displaystyle \alpha }.

#### Metodibootstrap
Una metodologia alternativa al metodo calendar time è quella della stima di una distribuzione empirica dei rendimenti anomali, con metodi boostrap; questo approccio è stato studiato da Barber e Lyon (1997) e Lyon et al. (1999) e utilizzato, ad esempio, da Lakonishok e Vermaelen (1990) e Ikenberry et al. (1995). Il motivo principale addotto a sostegno di questa metodologia è la non-normalità della distribuzione dei rendimenti (e, conseguentemente, dei rendimenti anomali), un risultato empirico noto almeno dagli anni sessanta (cfr. ad es. Mandelbrot, 1963; Fama, 1965); data la non-normalità dei rendimenti anomali, condurre inferenza statistica tramite le consuete statistiche t (che richiedono una qualche forma di normalità) porterebbe a ottenere risultati spuri (in particolare, a considerare statisticamente significativi rendimenti anomali che non sarebbero in effetti significativamente diversi da zero).
Una soluzione al problema della non-normalità consiste nella stima di una distribuzione empirica dei rendimenti, tramite un metodo detto bootstrap. Il metodo consiste nel calcolare il rendimento anomalo di una serie di portafogli selezionati in maniera casuale; l'intuizione suggerisce che, se il numero di portafogli è sufficientemente elevato, la distribuzione dei rendimenti anomali così ottenuta dovrebbe corrispondere alla "vera" distribuzione dei rendimenti anomali, quella cioè che dovrebbe essere utilizzata per condurre inferenza statistica.

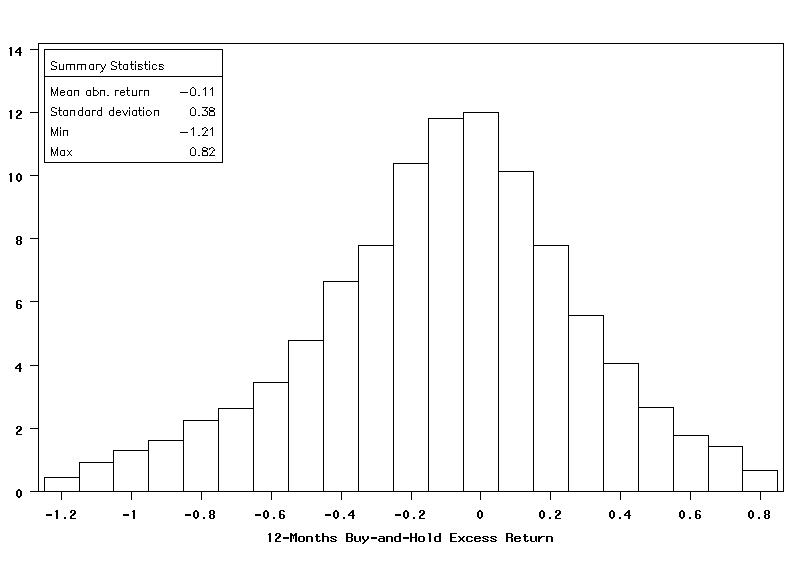
Distribuzione empirica dei rendimenti anomali, su un orizzonte di 12 mesi, di imprese quotate sul mercato londinese (London Stock Exchange) nel periodo 1985-2006; risultato di un bootstrap basato su 1000 iterazioni. Si osservi la non-normalità della distribuzione, la cui coda sinistra risulta più "lunga" di quella destra — ossia, la distribuzione risulta asimmetrica, a differenza della distribuzione normale, caratterizzata da simmetria. La non-normalità della distribuzione empirica dei rendimenti anomali di lungo periodo costituisce una delle principali motivazioni alla base del ricorso a metodi bootstrap negli event study di lungo periodo.

Una tipica applicazione è presentata da Ikenberry et al. (1995). Nello specifico, Ikenberry et al. cercano di tenere sotto controllo, nella selezione (casuale) del campione per il bootstrap, l'effetto di due variabili che la letteratura ha individuato come fattori che spiegano il rendimento atteso: dimensione delle imprese (valore di mercato) e rapporto valore di libro-valore di mercato delle azioni. Per ogni impresa per la quale osservano un evento (un riacquisto di azioni proprie, nel caso di Ikenberry et al.), selezionano in maniera casuale un'altra impresa, che non ha un evento, con simile dimensione e rapporto valore di libro-valore di mercato; quest'ultima impresa rientrerà nel portafoglio per il bootstrap. L'operazione è ripetuta per ciascuna impresa per la quale si osserva un evento, per 1000 volte; il risultato è una distribuzione empirica dei rendimenti di lungo periodo, sulla base della quale Ikenberry et al. conducono la loro analisi statistica, calcolando gli intervalli di confidenza rilevanti per l'analisi sulla base della distribuzione "empirica."
Il metodo bootstrap ha un appeal intuitivo, e presenta il vantaggio di non basarsi su un modello dei rendimenti attesi (che sarebbe, in qualche misura, sempre arbitrario). Una parte della letteratura sugli event study ha tuttavia criticato questo metodo; in particolare Mitchell e Stafford (2000) mostrano, con un'analisi condotta tramite simulazioni, come il metodo bootstrap porti a un eccesso di rifiuto dell'ipotesi nulla di non-significatività statistica dei rendimenti anomali — in altre parole, il metodo porterebbe a sostenere la significatività di rendimenti anomali in effetti insignificanti. A causa di questo risultato, i lavori più recenti in genere si fondano sul metodo calendar time esposto nella sezione precedente.

#### Metodo RATS di Ibbotson (1975)
Un metodo alternativo, dovuto a Ibbotson (1975), è noto come Returns Across Time and Securities (RATS). Il metodo presenta delle somiglianze con il metodo calendar time (non a caso, Ibbotson era un allievo di Fama, tra i principali sostenitori del metodo calendar time).
Il metodo RATS consiste nella stima di una serie di regressioni nella dimensione cross-section (ossia, in cui ogni osservazione corrisponde a un'impresa per la quale si osserva un evento), una per ciascun periodo in event time:
{\displaystyle R_{it}-R_{ft}=\alpha _{t}+\beta _{t}(R_{mt}-R_{ft})+\varepsilon _{it}}
con la stessa notazione adottata sopra, dove t denota l'event time. In altre parole, si supponga di avere un campione di due imprese, X e Y; X annuncia un evento a gennaio, Y a febbraio. Si avrà dunque una regressione per il mese +1 in event time, con le osservazioni di febbraio per l'impresa X e marzo per l'impresa Y, e così via. Il rendimento anomalo medio in ciascun mese (in event time) sarà dato dalla stima dell'intercetta {\displaystyle \alpha _{t}} delle regressioni.
Il metodo RATS può essere esteso, e fondarsi un diverso modello dei rendimenti attesi; sebbene Ibbotson (1975) usi un modello di CAPM come quello sopra, lavori successivi si sono basati su modelli a tre e quattro fattori à la Fama e French (1993) e Carhart (1997).

## Applicazioni
In termini estremamente generali, la metodologia di event study può essere applicata per valutare l'effetto su una data serie storica economica o finanziaria di un dato evento. Più concretamente, l'applicazione più comune consiste nello studio dell'impatto di un qualche annuncio pubblico sul valore di un'impresa. Applicazioni comuni sono, senza pretese di esaustività:
- Riacquisto di azioni proprie (Vermaelen, 1981; Lakonishok e Vermaelen, 1990; Ikenberry et al., 1995): gli studi in quest'ambito valutano l'effetto dell'annuncio di un riacquisto di azioni proprie da parte di un'impresa; un risultato stabile è un rendimento anomalo positivo nel breve come nel lungo periodo.
- Annunci di seasoned equity offerings (SEOs): si osserva in questi casi un rendimento anomalo negativo, almeno nel breve periodo (cfr. Corwin, 2003; i risultati riguardo al lungo periodo sono più controversi).
- Annunci di fusioni e acquisizioni: di norma si osserva un rendimento anomalo negativo per l'impresa acquirente, e positivo per l'impresa target dell'acquisizione (cfr. ad es. Loughran e Vijh, 1997; per una rassegna, forse un po' datata, dei principali risultati, si veda Roll, 1986).
- Stima dei profitti di un insider trader conducendo un event study intorno alle date delle operazioni effettuate dall'insider (Meulbroek, 1992).

### Contributi storici
- Eugene F. Fama, The Behavior of Stock Prices, in Journal of Business, vol. 38, n. 1, 1965,  pp. 34-105.
- Eugene F. Fama, Efficient Capital Markets: A Review of The Theory and Empirical Work, in Journal of Finance, vol. 25, n. 2, 1970,  pp. 383-417.
- Eugene F. Fama, Lawrence Fisher, Michael C. Jensen e Richard Roll, The Adjustment of Stock Prices to New Information, in International Economic Review, vol. 10, n. 1, 1969,  pp. 1-21.
- Benoit Mandelbrot, New Methods in Statistical Economics, in Journal of Political Economy, vol. 71, n. 5, 1963,  pp. 421-440.

### Rassegne della letteratura
- (EN)  Campbell, John Y., Andrew W. Lo e Archie Craig MacKinlay, 1996, The Econometrics of Financial Markets, Princeton University Press ISBN 0-691-04301-9, propone una rassegna dei principali metodi per event study su dati giornalieri nel capitolo 4; il contenuto ricalca essenzialmente quello dell'articolo di MacKinlay (1997).
- Archie Craiganno=1997 MacKinlay, Event Studies in Economics and Finance, in Journal of Economic Literature, vol. 35, n. 1,  pp. 1-39.
- Pastorello, S., 2001, Rischio e Rendimento. Teoria Finanziaria e Applicazioni Econometriche, Il Mulino ISBN 8815081089, contiene un capitolo dedicato agli event study, con una maggiore attenzione al rigore econometrico e una minore enfasi sulla teoria finanziaria rispetto a MacKinlay (1997) e Campbell et al. (1996).

### Applicazioni
- Shane A. Corwin, The Determinants of Underpricing for Seasoned Equity Offerings, in Journal of Finance, vol. 58, n. 3, 2003,  pp. 2249-2279.
- Mark S. Grinblatt, Ronald W. Masulis e Sheridan Titman, The Valuation of Stock Splits and Stock Dividends, in Journal of Financial Economics, vol. 13, n. 3, 1984,  pp. 461-490.
- David Ikenberry, Joseph Lakonishok e Theo Vermaelen, Market Underreaction to Open Market Share Repurchases, in Journal of Financial Economics, vol. 39, n. 1, 1995,  pp. 181-208.
- Jeffrey F. Jaffe, Special Information and Insider Trading, in Journal of Business, vol. 45, n. 2, 1974,  pp. 455-476.
- Joseph Lakonishok, Theo Vermaelen, Anomalous Price Behavior Around Repurchase Tender Offers, in Journal of Finance, vol. 45, n. 2, 1990,  pp. 455-476.
- Tim Loughran, Anand Vijh, Do Long-Term Shareholders Benefit From Corporate Acquisitions?, in Journal of Finance, vol. 52, n. 5, 1997,  pp. 1765-1790.
- Lisa K. Meulbroek, An Empirical Analysis of Illegal Insider Trading, in Journal of Finance, vol. 47, n. 5, 1992,  pp. 1661-1699.
- Wayne H. Mikkelson, M. Megan Partch, Valuation Effects of Security Offerings and the Issuance Process, in Journal of Financial Economics, vol. 15, n. 1, 1986,  pp. 31-60.
- Richard Roll, The Hubris Hypothesis of Corporate Takeovers, in Journal of Business, vol. 59, n. 2, 1986,  pp. 197-216.
- Theo Vermaelen, Common Stock Repurchases and Market Signaling: An Empirical Study, in Journal of Financial Economics, vol. 9, n. 2, 1981,  pp. 138-183.

### Metodologia
- Brad M. Barber, John D. Lyon, Detecting Long-Run Abnormal Stock Returns: The Empirical Power and Specification of Test Statistics, in Journal of Financial Economics, vol. 43, n. 3, 1997,  pp. 341-372.
- Mark M. Carhart, On the Persistence in Mutual Fund Performance, in Journal of Finance, vol. 52, n. 1, 1997,  pp. 57-82.
- Eugene F. Fama, Market Efficiency, Long-Term Returns, and Behavioral Finance, in Journal of Financial Economics, vol. 49, n. 2, 1998,  pp. 283-306.
- Eugene F. Fama, Kenneth R. French, Common Factors in The Returns of Stocks and Bonds, in Journal of Financial Economics, vol. 33, n. 1, 1993,  pp. 3-56.
- Roger G. Ibbotson, Price Performance and Common New Issues, in Journal of Financial Economics, vol. 2, n. 3, 1975,  pp. 235-272.
- John D. Lyon, Brad M. Barber e Chih-Ling Tsai, Methods for Tests of Long-Run Abnormal Stock Returns, in Journal of Finance, vol. 54, n. 1, 1999,  pp. 165-201.
- Mark L. Mitchell, Erik Stafford, Managerial Decisions and Long-Term Stock Price Performance, in Journal of Business, vol. 73, n. 3, 2000,  pp. 287-311.